# أحمد سلمان جابر
أحمد سلمان جابر (مواليد 6 أكتوبر 1994) هو لاعب كرة قدم سعودي يلعب حالياً في نادي حطين.
بدأ مع نادي حطين و أعير إلى أولمبي نادي الإتحاد عام 2014 و إلى نادي طويق مطلع عام 2024.